# 黄水茄
黄水茄（学名：Solanum incanum），又名野茄、苦茄，俗稱「黃金茄子」、「白絨毛茄」，为茄科茄属下的一个种，是食用茄子的野生祖先。

## 藥物特性（毒性）
衛生福利部豐原醫院中醫師林煥欽說，黃水茄若吃過量，嚴重會致死。根據醫學文獻記載，黃水茄雖可治療肝炎、黃疸、肝腫脹、肝硬化、水腫等，但不可過量服用，否則會造成口乾、口渴、吞嚥困難、體溫升高、皮膚乾燥發紅、瞳孔擴大、視力模糊等中毒的症狀，重者出現呼吸、循環抑制，甚至呼吸衰竭致死。草藥一定要經過醫師依病人病症、體質加減給藥，才不會威脅生命。衛生福利部豐原醫院肝膽腸胃科（內科）何明印主任強調，服用野生黃金茄子後會導致鉀離子過高。

## 產地
- 臺灣，南部平野、小琉球、澎湖。[2]

## 外觀
全株密佈白色毛，葉廣卵形，先端鈍，基部圓形，葉緣波狀淺裂，葉被灰色毛。花淺紫色，花冠鐘形。漿果球形，熟時黃色。台灣草藥市場（店）常與印度茄（別名鈕仔茄、柳仔茄、紫花茄、刺天茄等；漿果與「破布子」（破布仔）一樣小）混用；功效相當，鈕仔茄的刺很多，而且殘留的果實多而小；黃水茄基本上沒有刺或很少，殘留果實少而大。

## 性味
味辛苦，性寒，有小毒。入肝經。

## 扩展阅读
- 維基物種上的相關：黄水茄